# Cyanallagma corbeti
Cyanallagma corbeti là một loài chuồn chuồn kim trong họ Coenagrionidae.
Cyanallagma corbeti được miêu tả khoa học năm 2009 bởi Costa, Santos & I. de Souza.